# Фёдоров, Евгений Константинович
Евге́ний Константи́нович Фёдоров (28 марта [10 апреля] 1910, Бендеры, Российская империя — 30 декабря 1981) — советский геофизик, начальник Гидрометслужбы СССР (её преемник ныне — Росгидромет), государственный и общественный деятель, академик АН СССР, генерал-лейтенант инженерно-технической службы. Герой Советского Союза (1938).

## Биография
В 1927 году окончил опытно-показательную школу при Нижегородском педагогическом институте. Окончил Ленинградский государственный университет в 1932 году. В 1932—1938 годах научный сотрудник полярных станций. Член ВКП(б) с 1938.
За работу на первой советской дрейфующей станции «Северный полюс-1» (1937—1938) ему было присвоено звание Героя Советского Союза (22 марта 1938 года). Доктор географических наук (1938). Почётный член Географического общества СССР (1938). Член-корреспондент АН СССР (29.01.1939), академик АН СССР (1960).
Директор Арктического НИИ в 1938—1939. Начальник Гидрометеослужбы СССР в 1939—1947 годах, в 1947 через «Суд чести» был отстранён от её руководства якобы за неверный прогноз погоды на 1 мая, приведший к срыву первомайской демонстрации.
В 1957—1963 годах заместитель председателя Советского Пагуошского комитета.
С середины 1950-х годов занимался проектом высотной метеорологической мачты недалеко от Обнинской АЭС (запущена в 1954 году в Обнинске Калужской области). В мае 1959 года система высотных метеорологических наблюдений была запущена в эксплуатацию.
В 1959 году возглавлял группу советских учёных на заседаниях консультативной группы в Женеве в рамках переговоров по прекращению ядерных испытаний.
В 1962 году был вновь назначен начальником Гидрометслужбы СССР, сразу же начав её реорганизацию, и руководил ею до 1974 года. Прежде всего занялся изменением системы наблюдений с целью приведения её в соответствие с требованиями потребителей гидрометеорологической информации. Сеть наблюдений пополнилась радиолокаторами, самолётами-лабораториями, автоматическими метеорологическими станциями, а также метеорологическими спутниками. Была создана спутниковая система «Метеор».
Организатор и директор (1956—1969 и с 1974) Института прикладной геофизики Гидрометеослужбы СССР. Академик АН СССР (1960), главный учёный секретарь президиума АН СССР (1959—1962). С 1965 года заместитель председателя Советского комитета защиты мира, член Президиума Всемирного Совета Мира (1970—1976).
В 1979—1981 годах председатель Советского комитета защиты мира, глава делегации на первой Всемирной конференции по климату.
В 1980 году публично поддержал высылку академика А. Сахарова в г. Горький.
Депутат ВС СССР I (1937—1946) и IX—X (с 1974 года) созывов. Кандидат в члены ЦК КПСС (1976—1981).
Умер 30 декабря 1981. Похоронен в Москве на Новодевичьем кладбище (участок № 9).

## Память
Именем Героя Советского Союза академика Е. К. Фёдорова названы
- Институт прикладной геофизики имени Е. К. Фёдорова Росгидромета.
- Научно-исследовательское судно «Академик Фёдоров» Госкомгидромета СССР.
- Ежегодная премия имени академика Е. К. Фёдорова. Учреждена Государственным комитетом СССР по гидрометеорологии и контролю природной среды (ныне — Федеральная служба Российской Федерации по гидрометеорологии и мониторингу окружающей среды).
- Острова Евгения Фёдорова — группа из двух островов в Карском море.
- Объединённая гидрометеорологическая станция на мысе Челюскина[7].
- Площадь в Обнинске, улицы в городах Рыбинск, Шахунья (Нижегородская область), Бендеры (Молдавия), посёлке Ашукино (Московская область)[8].
- Лицей № 8 в Нижнем Новгороде[9].
- Выпускались почтовые марки и конверты СССР и России, посвящённые Е. К. Фёдорову.

## Награды
- За мужество и героизм, проявленные во славу советской науки и в деле освоения Арктики, Фёдорову 22 марта 1938 года присвоено звание Героя Советского Союза с вручением ордена Ленина. После учреждения знака особого отличия ему была вручена медаль «Золотая Звезда» (№ 75).
- шесть орденов Ленина (27.6.1937; 22.3.1938; 11.9.1956; 17.6.1961; 9.4.1970; 9.4.1980[10])
- орден Октябрьской Революции (17.9.1975)
- орден Кутузова II степени (4.6.1945)
- два ордена Отечественной войны I степени (29.7.1944[11]; 10.6.1945)
- два ордена Трудового Красного Знамени (29.8.1955; 28.8.1964)
- медали («За оборону Москвы» (1944)[12], «За победу над Германией в Великой Отечественной войне»[13] и другие)
- Сталинская премия второй степени (1946) — за исследования в области метеорологии, результаты которых изложены во II томе трудов дрейфующей станции «Северный полюс» (1945)
- Государственная премия СССР (1969) — за разработку и внедрение метода и средств борьбы с градобитиями с использованием противоградовых ракет и снарядов

###### Почетные звания
- Почётный гражданин города Обнинска
- Иностранный член Монгольской академии наук (1961)[14]

## Сочинения
- Глобальные исследования атмосферы и прогноз погоды. — М., 1971.
- Взаимодействие общества и природы. — Л., 1972.
- Экологический кризис и социальный прогресс. — Л., 1977.
- Полярные дневники. — Л., 1979.

## Галерея

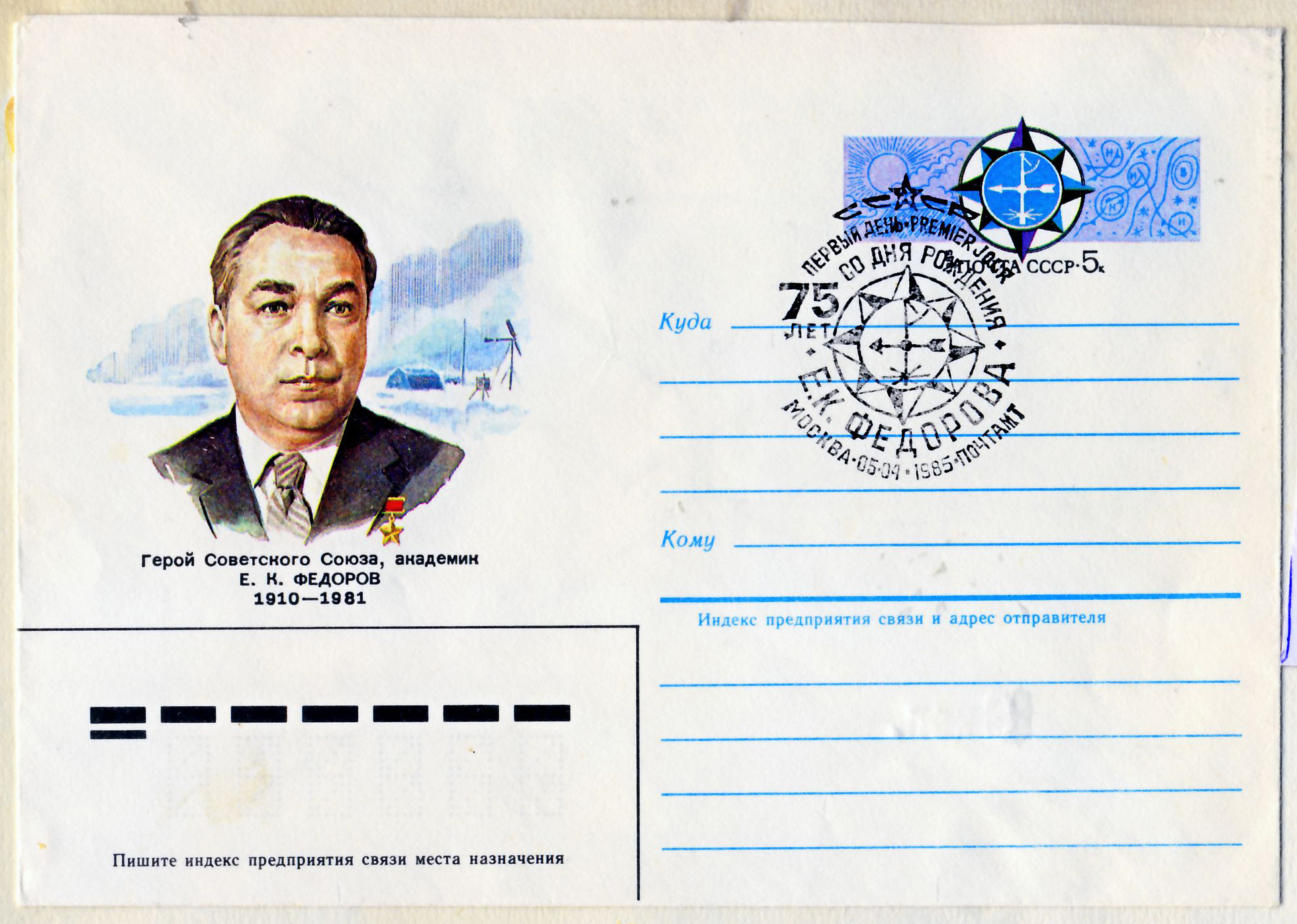
СССР (1985): почтовый конверт с гашением Первого дня
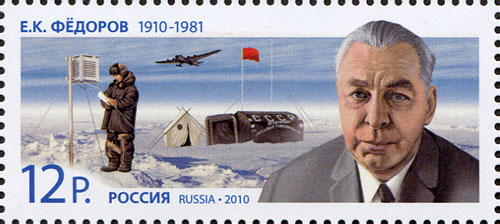
Россия (2010): почтовая марка к 100-летию со дня рождения Евгения Фёдорова (изображена полярная станция Северный полюс-1) (ЦФА [АО «Марка»] № 1398)
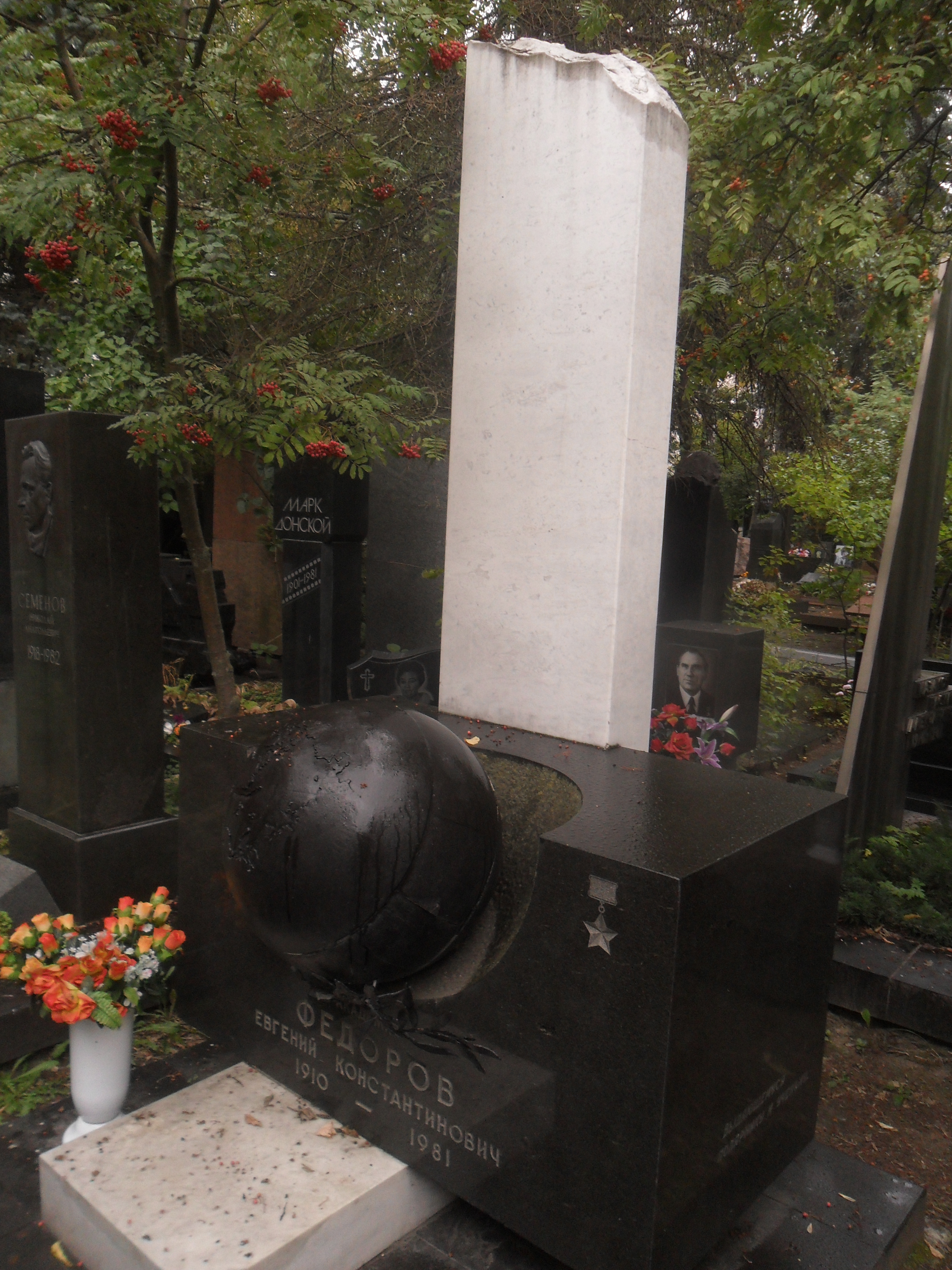
Могила Е. К. Фёдорова на Новодевичьем кладбище Москвы